# Samo ku waar
«Samo ku waar» — офіційний гімн Сомаліленду, невизнаної держави, існуючої на території Сомалі. Текст і музику написав Хассан Шейх Мумін, відомий сомалійський драматург і композитор. Гімн затверджений 1997 року.